# 趙守博
趙守博（1941年3月1日—），臺灣政治人物、法律學者，曾任中華職業棒球大聯盟會長、中華民國童軍總會理事長、勞工委員會主委、行政院秘書長（首位本省籍）、臺灣省主席、總統府資政。

## 早年及背景
趙守博出生於日治台灣台中州彰化郡鹿港街草港尾（今彰化縣鹿港鎮），出身貧窮農家。1959年臺中一中畢業，考上國立台灣大學動物學系，因為家鄉遭遇八七水災，家裡無法負擔學費，只好就讀公費的中央警官學校。1966年，與許信良等同期考上國民黨的中山獎學金，赴伊利諾大學留學，獲比較法碩士（1968年）及法學博士（1972年）學位。

## 學術經歷
趙守博自1972年9月自美返台後，即在台灣各大學以專任或兼任方式擔任教授。曾先後在中央警察大學（專任），及東海大學、國立中興大學、國立政治大學、國立台灣大學、國立台灣海洋大學、國立彰化師範大學、義守大學任教；所教授課程包括憲法、刑法、刑事政策、商事法、國際公法、國際私法、國際刑法、勞動法、勞資關係、領導統御、社會福利及人力資源管理。

## 從政經歷

### 政府公職
自美返国後，適逢蔣經國主政初期，開始拔擢台灣本省籍青年，趙守博與許水德等人，同為當時“催台青”風潮下被國民黨開始栽培的青年才俊。1976年，被當時的省主席謝東閔延攬出任台灣省政府新聞處長，是中华民国政府迁台後至當年，最年輕的省級廳處長。1979年年初，趙守博奉派至美國華盛頓與外交部次長楊西崑、程建人，在美國國務院以台灣省籍人士身分，代表中華民國政府與美國政府談判兩國斷交之後新關係的調整。
之後，趙守博歷任台灣省省府委員（1979年-1981年）、省社會處長（1981年-1987年）、行政院勞工委員會主任委員（1989年-1994年）。長期主管台灣社會福利、勞工問題、勞資關係等政策。因為其主管業務，多是為社會弱勢群體爭取福利。在台灣長期以經濟掛帥的政策發展方向下，常為了弱勢群體，而與當局及財經首長意見相左。因而在勞委會任職期間，和當時的環保署長趙少康、財政部長王建煊，並稱行政院的“二趙一王”，均以敢言雄辯和不畏財團壓力著稱。趙守博在勞委會主委任內負責改革台灣的勞動法制及平息當時日益增多的勞資爭議；他是台灣外籍勞工政策的原始制定者，也是開放引進外籍勞工的第一人；他也曾於1992年為爭取調高勞工基本工資而與當時的經濟部長蕭萬長爆發激烈爭論，且因此而名噪一時。趙守博也在《任憑風浪急》中特別感謝他在勞委會服務期間擔任過他副主委的洪慶麟、蔡憲六、徐學陶和王三重。
1994年，時任行政院長的連戰任命趙守博為行政院秘書長（1994年-1997年）。從此，在國民黨內沒有派系色彩的趙守博，被貼上連系人馬的標籤。1996年12月，李登輝為進一步修憲而召開跨黨派的“國家發展會議”，時任行政院秘書長的趙守博，於會中率先發言公開主張精簡政府層級、凍結省級選舉，即所謂的“凍省”、“廢省”，引發朝野廣大的迴響與討論，並被認係代表當局就此頗具爭議的問題，施放了一顆信號彈，造成政壇極大的轟動。1998年，李登輝為貫徹“國家發展會議”的凍省決議，決定將省虛級化。時任行政院政務委員（1997年9月-1998年12月）的趙守博被任命為“精省”之後的台灣省政府主席，取代原台灣省長宋楚瑜的位置，並負責為2000年連戰的競選總統在台灣省各縣市佈樁鋪路。由於趙守博是仍握有實權並可支配地方建設經費的最後一任台灣省主席，因此他被部分媒體稱為“末代省主席”。趙守博於省主席任內，恰逢台灣中部地區於1999年9月21日發生九二一大地震，災情慘重。為處理救災及災後重建，政府成立“行政院九二一震災災後重建推動委員會”，他以省主席身分兼任該委員會副執行長，參與規劃督導相關救災及重建事宜。

### 黨團經歷
趙守博曾在蔣經國所創立的中國青年救國團擔任總團部學校青年服務組組長（1974年-1976年），當時其直接上司即為權頃一時、後來曾任行政院長的李煥。
在國民黨內，趙守博曾任中央黨部的中央文化工作會副主任（1979年-1982年）、中央社會工作會主任（1987年-1989年），並長期擔任中央委員（1976年-2004年），且於1996年至2000年任中央常務委員。
2000年國民黨在總統大選中挫敗，當年五月，趙守博隨國民黨辭去一切政府公職。隨後國民黨主席連戰任命趙守博為中央組織工作會主任及中央組織發展委員會主任委員，成為國民黨核心人物；任內曾負責規劃推動黨務再造及革新、黨員重新登記及辦理國民黨有史以來第一次由黨員直接選舉黨主席。2001年12月，立法委員及縣市長改選，國民黨雖在縣市長席位上大有斬獲，但在立法院失去了第一大黨地位，黨內出現了要求黨主席連戰和秘書長林豐正辭職的聲音。主管選舉及動員的趙守博因此率先提出辭呈，為國民黨此次敗選負責，平息黨內風波。

### 訪問中國大陸
2001年12月，趙守博首度應邀訪問中國大陸，在北京大學法學院發表演講；並會見中共領導人錢其琛、陳雲林、唐樹備等人，向彼等強調台灣目前的主流民意非統非獨，而係維持現狀，大陸中共當局應努力認識瞭解台灣民眾內心真正的想法，及尊重台灣人民所喜愛的經濟、社會和政治制度；同時籲請中共不要企圖干預或影響台灣之選舉，更不宜一味在國際上打壓台灣，否則台灣與中國將漸行漸遠。自2002年之後，趙守博曾多次到中國大陸訪問，並先後應邀至浙江大學、中山大學及廈門大學發表學術演講。2005年4月，連戰「和平之旅」的訪問，趙守博為訪問團成員之一。

### 籌組職棒第五隊惹爭議
2010年8月26日，趙守博拜會大陸國台辦主任王毅，提倡籌組中華職棒大聯盟第五隊的構想，未來中華職棒球員將由中國大陸選手組成，而且賽制安排是採主客場，資金由台商或當地企業籌措，就沒有違反現行規定，並預計改名為「大中華職棒聯盟」。

### 其他要職
趙守博於1970年代曾多次率團代表中华民国訪問歐美各國，於1974年3月率領首次辦理之“中華青年友好訪問團”訪問美國東部及中西部各大學及僑社，於當年秋率“中華民國綜合藝術團”前往美國華盛頓州參加世界博覽會及訪問美國西岸並做表演。1975年夏率“中國童子軍代表團”，參加在挪威舉辦之世界童軍大露營，並訪問歐洲十國。
趙守博於行政院政務委員任內曾兼任由行政院規劃成立的“財團法人二二八事件紀念基金會 （页面存档备份，存于）”的董事長，負責撫平1947年2月至3月發生的台灣民眾對抗政府的武裝衝突事件所引致的傷痕，及對事件罹難死亡或失蹤者家屬暨因該事件被捕或坐牢者的補償事宜。
趙守博亦積極參與社會服務工作，曾先後擔任中華民國水上救生協會理事長、國際社會福利協會東北亞地區主席及中華民國總會理事長。
2001年12月，趙守博離開國民黨職務後，於2002年3月至2005年12月，擔任中國廣播公司（中廣）董事長，並負責處理中廣黨股釋股及因釋股而引起的員工退休、資遣和回聘問題。
2006年2月15日，中華職棒聯盟召開第六屆會員大會，經會員投票，趙守博與La new董事長劉保佑共同獲選為新任理事。隨後經理事會投票，趙守博獲得在場常務理事一致同意，以17票當選中華職棒聯盟新任會長。但是擔任中華職棒聯盟會長期間，聯盟屢次發生打假球事件。
2007年5月10日，業經中國童子軍總會（現稱中華民國童軍總會）第22屆理監事聯席會議投票通過，趙守博當選中華民國童軍總會新任理事長，監事主席由台北市教育局吳清基局長擔任。
趙守博在任台灣省主席期間，曾擔任以劉、關、張、趙四姓聯宗的世界龍岡親義總會理事長，同時也兼任龍岡親義總會下轄世界龍岡學校教育機構所屬學校的校董(如世界龍岡學校劉皇發中學)，但該教育機構的學校全部位於香港，故此他曾以台灣省主席身份擔任香港學校的校董。

### 現任職務
趙守博現任中國廣播公司最高顧問、財團法人博觀致遠文教基金會董事長、中國國民黨中央評議委員會委員、中華民國趙氏懇親協會理事長。

## 著作
趙守博的主要著作有：
- 《國際私法中親屬關係的準據法之比較研究》。臺北市：學生書局印行。1976年9月初版，1977年8月再版。
- 《法治與革新》。臺北市：幼獅文化事業公司出版。1980年7月初版，1986年11月三版。
- 《家庭福利、社區發展與社會政策》（英文論文集）。台灣省政府社會處印行。1976年初版。
- 《社會問題與社會福利》。臺北市：中華日報出版。1990年9月初版。
- 《勞工政策與勞工問題》。臺北市：中國生產力中心出版。1992年6月初版一刷，1994年7月四刷。
- 《贏的人生管理》。臺北市：正中書局出版。2004年1月初版，2005年5月初版四刷。
- 《置身事內——我的留美觀感今昔談》。臺北市：正中書局出版。2004年5月增修版初版，2004年7月增修版二版。
- 《與青年有約——趙守博與名人對談青年問題》。臺北市：幼獅文化事業公司出版。2005年初版，2006年3月三刷。
- 《歐洲日記——三十年十三次歐洲行腳的我見我思》。臺北市：城邦文化事業公司商周出版。2005年11月初版，2005年12月初版四刷。
- 〈美國、德國暨海峽兩岸罷工法制之比較研究〉，《科技法學論叢》，第一卷第一期，頁：1-16，2008年3月。
- 《刑事司法．社會公平暨勞動正義：趙守博教授七秩華誕祝壽論文集 》。臺北市：元照出版社。2011年5月。
- 《任憑風浪急——趙守博人生回顧暨論述．散文自選集 》。臺北市：商周出版。2011年6月30日出版4.5刷。

## 荣誉
趙守博曾當選中華民國十大傑出青年，且先後獲選為台中一中、中央警察大學及美國伊利諾大學法律學院傑出校友，並獲頒世界童軍總會所授世界童軍運動最高榮譽的銅狼獎章。

### 中华民国勋章奖章
- 二等景星勋章（2016年4月25日于台北总统府颁授[1]）

## 個人生活
在攻讀博士期間，認識了同校攻讀碩士的台灣留學生呂秀蓮，呂秀蓮介紹其堂妹與趙守博認識。趙守博回台後，與呂秀蓮的堂妹呂妙慎展開戀情，而後結婚。
長子趙世聰為台灣留學大陸青年學生發展協會榮譽會長，連任中國國民黨第18屆、第19屆、第20屆中央委員。

## 外部連結
- 趙守博在台灣棒球維基館上的頁面（繁體中文）

| 中華民國政府職務                   | 中華民國政府職務                                               | 中華民國政府職務                   |
| ---------------------------------- | -------------------------------------------------------------- | ---------------------------------- |
| 行政院                             |                                                                |                                    |
| 前任： 鄭水枝                      | 行政院勞工委員會主任委員 第二任 1989年2月24日－1994年12月15日  | 繼任： 謝深山                      |
| 前任： 李厚高                      | 行政院秘書長 第十七任 1994年12月15日－1997年8月31日            | 繼任： 張有惠                      |
| 台灣省政府                         |                                                                |                                    |
| 空缺上一位持有相同頭銜者：宋楚瑜   | 臺灣省政府主席 第十五任 1998年12月21日－2000年5月2日           | 繼任： 江清馦（代理） 正任：張博雅 |
| 體育角色                           |                                                                |                                    |
| 中華職業棒球大聯盟                 |                                                                |                                    |
| 前任： 洪瑞河（代理） 正任：陳河東 | 中華職業棒球大聯盟會長 第六、七任 2005年12月21日－2012年3月5日 | 繼任： 黃鎮台                      |

1. ↑  在1996年正副元首開放全面民選之後，具有相似民意基礎的省長宋楚瑜受到朝野聯手鬥爭。因省虛級化政策（凍省）自1998年起取消民選省議員與民選省長制度，僅存部份局處為中華民國行政院派出單位，雖保留官派省主席職稱，事實上已與1994年以前歷任省主席職權大相逕庭。